# 日永貴章
日永 貴章（ひなが たかあき、1973年〈昭和48年〉7月3日 - ）は、日本の政治家。愛知県愛西市長（4期）。愛西市議会議員（2期）、立田村議会議員（1期）などを歴任した。

## 来歴
立田村立立田中学校（現・愛西市立立田中学校）、愛知県立稲沢高等学校卒業。1997年（平成9年）3月、愛知工業大学工学部土木工学科卒業。2002年（平成14年）、地質コンサルタント会社を退職し、社会福祉法人に勤める。
2003年（平成15年）、立田村議会議員に就任。
2005年（平成17年）4月1日、立田村は佐織町・佐屋町・八開村と合併して愛西市となった。翌年の2006年（平成18年）4月23日に行われた愛西市議会議員選挙で初当選。5月1日、市議に就任。2010年（平成22年）、2期目の当選。
2013年（平成22年）4月28日に行われた愛西市長選挙に無所属で出馬し、日本共産党公認の松崎省三を破り初当選。5月15日、市長就任。
2017年（平成29年）、日本共産党尾張南地区委員長の松崎を破り再選。
2021年（令和3年）、日本共産党尾張南地区委員長の松崎を破り3選。
2025年（令和7年）、無所属で前愛西市議会議員の山田門左エ門を破り4選。